# نابرابری جنسیتی در ژاپن
ژاپن یک جامعه بسیار توسعه یافته و مدرن است، با وجود این سطوح بالایی از نابرابری جنسیتی دارد. در سال ۲۰۱۵، این کشور دارای درآمد سرانه ۳۸۸۸۳ دلار آمریکا و در رتبه ۲۲ از ۱۸۸ کشوربود، و رتبه ۱۸ در شاخص توسعه انسانی را در اختیار داشت. اما رتبه ژاپن در شاخص نابرابری جنسیتی در گزارش سال ۲۰۱۹ در جایگاه ۱۹ قرار داشت که برای کشورهای توسعه یافته نسبتاً پایین است. نابرابری بین درآمد و نابرابری جنسیتی به دلیل تداوم نقش جنسیتی در جامعه ژاپن است. نابرابری مبتنی بر جنسیت در جنبه‌های مختلف زندگی اجتماعی در ژاپن، از خانواده گرفته تا نمایندگی سیاسی، ایفای نقش‌های ویژه در فرصت‌های شغلی، تحصیلی و درآمد، آشکار می‌شود و عمدتاً در نتیجه نقش‌های متفاوت جنسیتی در جامعه سنتی و مدرن ژاپن رخ می‌دهد. نابرابری نیز در طلاق و ازدواج زوج‌های همجنس به دلیل فقدان قوانین حمایتی طلاق و وجود قوانین محدودکننده ازدواج وجود دارد. تبعیض خارج از قانون نیز در جامعه امروزی ژاپن وجود دارد.

## ارزش‌های خانواده

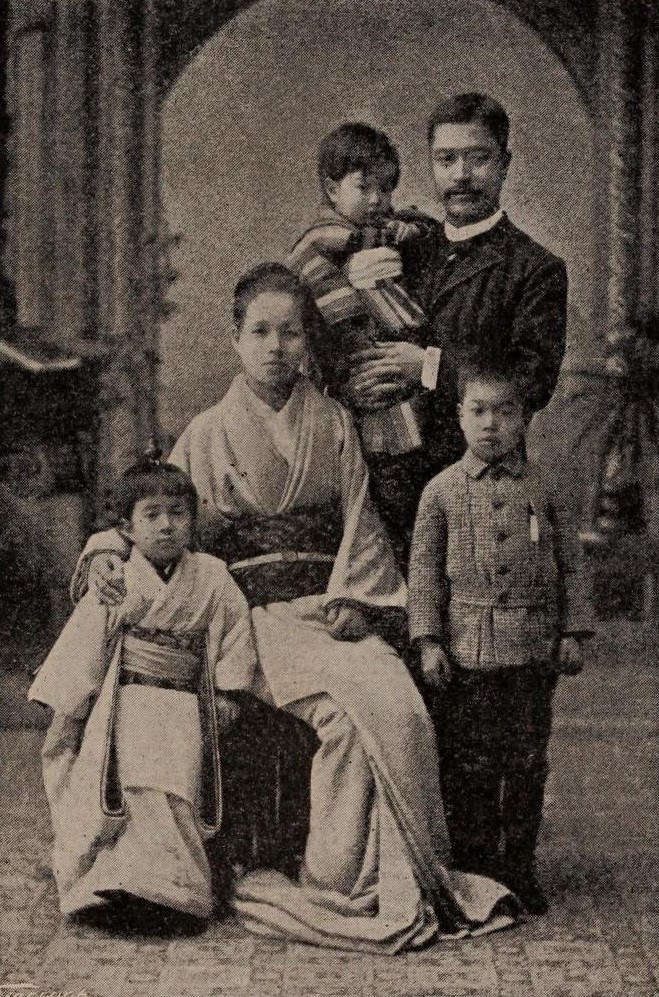
تصویر یک خانواده ژاپنی در قرن نوزدهم در حال گرفتن عکس خانوادگی

پویایی خانواده ژاپن از نظر تاریخی با نقش دو نفره زن خانه‌دار یا مراقب و نقش درآمدزای مرد تعریف شده‌است، که از لحاظ تاریخی تقسیم کار بین دو جنس رایج است. پس از پایان جنگ جهانی دوم، قانون اساسی ژاپن در ماده ۲۴، «بند برابری جنسیتی» را برای هدایت کشور به سمت برابری جنسیتی قرار داد. با این حال، هنجارهای عمیق خانوادگی و جنسیتی به مقاومت در میان شهروندان منجر شد و فرهنگ تا حد زیادی مانند سال ۲۰۰۹ باقی ماند
در اواسط دهه ۱۹۷۰ زنان ژاپنی شروع به ایفای نقش پررنگتری در اقتصاد کردند. با این حال، مردان ژاپنی معمولاً برای ایفای نقش بزرگتر در خانه وارد عمل نمی‌شدند. مطالعات نشان داده‌است که بین تعداد ساعات کار پدران در شغل خود و میزان خانه‌داری (از جمله نگهداری از کودک) که پدر انجام می‌دهد، همبستگی منفی وجود دارد. پس از کار روزانه، پدر به خانه می‌آمد و بیشتر وقت خود را صرف غذا خوردن یا در تعاملات غیر اجتماعی مانند تماشای تلویزیون با خانواده می‌کرد. این منجر به ایجاد اصطلاح «مردان شرکت» شد که مترادف با مردانی است که در طول یک رابطه طولانی مدت زندگی، خود را به شغل خود متعهد می‌کنند.
اصطلاح دیگری که در ژاپن رایج شد، «جامعه بدون رابطه» بود، که توضیح می‌دهد چگونه ساعات کاری طولانی مردان زمان کمی برای پیوند با خانواده‌هایشان باقی می‌گذارد یا اصلاً وقت نمی‌گذارد. به مرور جامعه ژاپن به جامعه ای منزوی در خانواده تبدیل شد، زیرا پس از کار تنها زمان کافی برای مراقبت از خود وجود داشت، به استثنای بقیه اعضای خانواده. این به ویژه برای خانواده‌هایی که مایل به داشتن فرزند دوم هستند صادق است. به دلیل شرکت‌ها و قوانین تنظیم کار، مردان در هر سنی در شرکت‌های بزرگ مجبورند کار را بر بقیه عمر خود اولویت دهند. کمک‌های محدود از سوی همسران مرد، زنان را با اکثریت کارهای خانه رها کرده و دست تنها باقی می‌گذارد.

## طلاق
در ژاپن، روند طلاق به عنوان یک موضوع خانوادگی شخصی در نظر گرفته می‌شود که دولت ژاپن به جز ارائه اسناد قانونی که نیاز به امضای توافقی توسط هر دو شریک ازدواج دارد، به شدت درگیر آن نمی‌شود. شرکا می‌توانند از طریق سیستم دادگاه خانواده یا از طریق ثبت نام ساده در مناطق شهری ژاپن خود طلاق بگیرند. طلاق در اواخر دهه ۷۰ در ژاپن معمولاً به دلیل زنا، مشکلات مالی و ناسازگاری بود، با این حال طلاق‌ها در حال حاضر اغلب به دلیل ناسازگاری با شخصیت‌ها و به دنبال آن آزار و خشونت توسط شوهر است. در مواردی که خشونت خانگی یا بدرفتاری را شامل می‌شود، اغلب زنان به دلیل تبعیض و توزیع نابرابر دارایی‌ها پس از طلاق با فرصت‌های اقتصادی محدودی مواجه می‌شوند.

## ال‌جی‌بی‌تی+ حقوق ازدواج و خشونت در قانون

پرچم رنگین کمان +ال‌جی‌بی‌تی ژاپن که معمولاً در بین دیگر تعبیرات ژاپنی بر روی پرچم سنتی رنگین کمان استفاده می‌شود.

ازدواج همجنس‌گرایان در ژاپن قانونی نیست، با این حال اتحادیه‌های همجنس مجاز هستند و از طریق پذیرش بزرگسالان و گواهی‌های مشارکت تسهیل می‌شوند. فرهنگ «خشونت وابسته به عشق شهوانی» در ژاپن کاملاً وجود دارد که با بدن زنانه بدرفتاری می‌کند و بر قوانینی تأثیر می‌گذارد که انطباق و همگنی را در محدودیت‌های قانونی و قانون گذاری پیرامون خشونت جنسی تشویق می‌کند. این نابرابری‌ها بر بسیاری از جنبه‌های افرادی تأثیر می‌گذارد که با هنجارهای ازدواج دگرجنس‌گرا از جمله تبعیض‌های اجتماعی و قانونی در محل کار، آموزش، مراقبت‌های بهداشتی و مسکن، با تبعیض قانونی ناشی از قوانین خانواده، آشنا نیستند. امروزه تغییراتی در تلاش و مبارزه با تبعیض اجتماعی صورت گرفته‌است، مانند اجرای مقررات محل کار وزارت بهداشت، کار و رفاه علیه درآمد و تبعیض اجتماعی افراد به دلیل گرایش جنسی.

## بررسی تحرک قشربندی اجتماعی
نظرسنجی طبقه‌بندی اجتماعی و تحرک (SSM) برای اولین بار در سال ۱۹۵۵ انجام شد و از آن زمان تاکنون هر دهه انجام پیگیری شده‌است. اولین نظرسنجی با هدف بررسی بنیان اقتصادی ژاپن انجام شد. یک نظرسنجی در مقیاس بزرگ مانند SSM مشکلات خود را دارد: بسیاری از مسائل محلی مورد توجه قرار نمی‌گیرند و نابرابری در داخل خانواده‌ها پنهان می‌ماند تا زمانی که یک نظرسنجی متمرکزتر بتواند موارد بیشتری را آشکار کند. با این حال، حتی این نظرسنجی، گام بزرگی به سوی آگاهی ملی در مورد مسائل برابری جنسیتی بود.
در چهارمین نظرسنجی که در سال ۱۹۸۵ تکمیل شد، حرکت قابل توجهی به سمت برابری جنسیتی مشاهده شد. تا آن زمان، زنان تنها به عنوان زنان خانه‌دار به حساب می‌آمدند و نیروی کار خانوادگی (کمک به مشاغل خانوادگی، مانند کار در مزرعه) به عنوان معیارهای تحرک اقتصادی به حساب نمی‌آمد. اینجاست که در نهایت شاهد تغییر به سمت فرهنگ برابرتر هستیم.

## قانون فرصت‌های شغلی برابر
با بررسی‌های ملی، دولت ژاپن قانون فرصت‌های شغلی برابر را ابلاغ کرد. قبل از تصویب این قانون، زنان عموماً فقط در شرایط کاری بد، عمدتاً در مزارع یا کارخانه‌های ناایمن، می‌توانستند مشاغل پرمصرف داشته باشند. بیشتر زنان دیگر به عنوان منشی یا دستیار شغل پیدا کردند. ژاپن پس از ابلاغ این قانون شروع به پر شدن مشاغل یقه آبی با ماشین آلات (فرصت‌های کار در کارخانه‌های مدرن) کرد و به زنان این امکان را می‌داد تا فرصت‌های بهتر شغلی در سایر نقاط جامعه داشته باشند.
قانون فرصت‌های شغلی برابر با هدف ایجاد برابری در نیروی کار برای افراد از هر جنسیت صورت گرفت. با وجود این اهداف، زنان همچنان در هر زمینه ای مورد تبعیض قرار می‌گرفتند. علیرغم تبعیض مداوم، ژاپن مدرن با حمایت قوانین (و سایر قوانین برابری مانند کنوانسیون رفع هرگونه تبعیض علیه زنان به سمت مشاغل ایمن تر و با درآمد بهتر برای زنان پیش می‌رود. در سال ۲۰۱۴، نخست‌وزیر شینزو آبه، پنج زن را در کابینه خود در نقش‌های سیاسی قرار داد. از این تعداد، تنها سه نفر به دلیل رسوایی‌های مربوط به تبعیض جنسی در محل کار، سمت خود را حفظ کردند.

## شاخص نابرابری جنسیتی
بر اساس شاخص نابرابری جنسیتی (GII) ژاپن در سال ۲۰۱۹ از میان ۱۸۸ کشور در رتبه نوزدهم قرار گرفته‌است GII سه چیز را اندازه‌گیری می‌کند: بهداشت باروری، توانمندسازی و بازار کار. برای این شاخص که ۰ نشان دهنده برابری کامل و ۱ نابرابری کل است، ژاپن در جایگاه ۰٫۱۱۶ قرار می‌گیرد.
شاخص نابرابری جنسیتی تأیید می‌کند که ژاپن فضایی برای بهبود دارد. این کشور در مقایسه با کشورهای آسیایی مشابه، همچنان فاقد صدای زنان در پارلمان است: ژاپن در میان ۵۱ کشور توسعه یافته رتبه چهارم را دارد. از نظر تعداد زنان در نیروی کار، ژاپن رتبه ششم و پایین‌ترین امتیاز را دارد. با این حال، ژاپن از نظر نرخ زاد و ولد در نوجوانان و درصد جمعیت زنان دارای تحصیلات متوسطه رشد نسبتاً خوبی دارد. به‌طور کلی، این کشور به دلیل نمرات بالای آن در مراقبت‌های بهداشت باروری و سطح تحصیلات زنان، در میان کشورهایی با پایین‌ترین بر اساس شاخص نابرابری جنسیتی رتبه‌بندی شده‌است.

## تاریخچه نابرابری جنسیتی در آموزش و پرورش

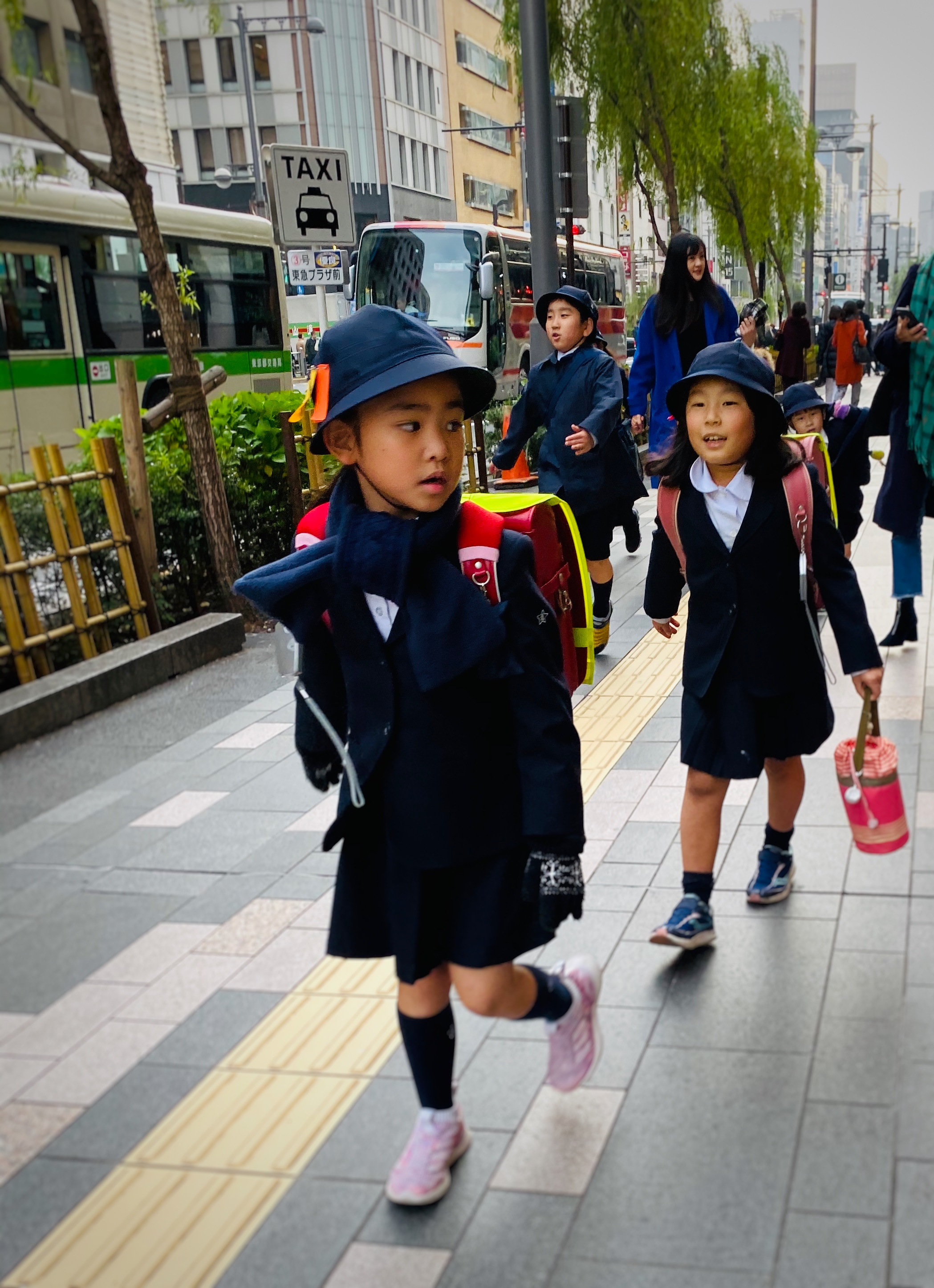
دانش آموزان مدرسه ای در توکیو، دسامبر ۲۰۱۹

در جامعه ژاپنی امروز، عملاً هیچ شکاف جنسیتی در آموزش وجود ندارد، و در واقع نابرابری جنسیتی به‌طور کلی در ژاپن رو به کاهش بوده‌است، با این حال ژاپن از نظر تاریخی اینگونه نبوده‌است. زمانی که آموزش ساختاریافته در نوسازی اولیه قرار داشت، محدودیت‌های بزرگی برای فرصت‌های زنان در تمام سطوح تحصیلی وجود داشت: حضور در دوره ابتدایی کم، فرصت‌های آموزش متوسطه محدود، و آموزش عالی یک گزینه نبود. با این حال، همه چیز به آرامی در طول قرن ۱۹ شروع به تغییر کرد و تا پایان جنگ جهانی دوم فرصت‌های آموزشی برابر کم‌کم به‌دست آمد. پس از جنگ جهانی دوم، برابری جنسیتی در آموزش همراه با مردم‌سالاری شدن، برابری جنسیتی و تغییر در ساختار شغلی با سرعت تمام انجام شد و تغییرات زیادی را به سوی جامعه‌ای برابرتر انجام داد.

## نقش‌های جنسیتی از طریق سنت‌ها و جامعه مدرن
نقش‌های جنسیتی در ژاپن عمیقاً با تاریخ مذهبی و فرهنگی این کشور آسیای شرقی پیوند خورده‌است. محبوب‌ترین فلسفه ژاپن، کنفسیوس‌گرایی، قوانین جنسیتی مربوط به مد و رفتار عمومی را اجرا می‌کند. به عنوان مثال، از سنین جوانی، به مردان ژاپنی اهمیت موفقیت حرفه ای، تحصیلات عالی، احترام به نام خانوادگی و تأمین معاش خانواده آموزش داده می‌شود. در سنت کنفوسیوس، زنان فقط در دوره راهنمایی تحصیل می‌کنند و به آنها آموزش داده می‌شود که بر احترام گذاشتن، یادگیری آشپزی و مراقبت از کودکان تمرکز کنند. در این چارچوب، زنان نباید شغلی با درآمد داشته باشند.
تا سال ۱۹۰۰ بود که زنان در ژاپن اجازه دریافت مدرک دانشگاهی را پیدا کردند. زنانی که شغل خود را به قیمت تمرکز بر خانواده انجام می‌دهند، در رابطه با نرخ زاد و ولد بسیار پایین ژاپن، به هدفی برای سرزنش تبدیل شده‌اند. در حالی که درک فرهنگی از نقش زنان در جامعه تغییر کرده‌است، درک مردان تغییر نکرده‌است - احترام به نام خانوادگی و نان آور بودن همچنان اولویت‌های عمیقاً القا شده‌است.

## شکاف جنسیتی در اشتغال و دستمزد

عدم توازن درآمدی بین جنسیت‌ها

شکاف جنسیتی در اشتغال و دستمزدها در حال تبدیل شدن به یک مشکل جدی‌تر است و ژاپن سریع‌ترین کشور پیر در سازمان همکاری و توسعه اقتصادی است. دولت برای حفظ اقتصاد خود باید اقداماتی را برای حفظ بهره‌وری انجام دهد. در حالی که زنان ۴۵٫۴ درصد از دارندگان مدارک لیسانس در ژاپن را تشکیل می‌دهند، تنها ۱۸٫۲ درصد از نیروی کار را تشکیل می‌دهند و تنها ۲٫۱ درصد از کارفرمایان را زنان تشکیل می‌دهند.
چندین نظریه وجود دارد که مشارکت کم زنان در نیروی کار را توضیح می‌دهد. یکی به اهمیت خانواده در جامعه ژاپن اشاره می‌کند. این تأکید بر مدل نان آور مرد همچنان ادامه دارد زیرا سیاست‌های مالیاتی دولت و مزایای شرکت برای زنان، به ویژه زنان دارای خانواده، سودمند نیست. یک سیاست دولتی وجود دارد که مراقبت‌های بهداشتی و مستمری را برای همسرانی که درآمد کمتر از ۱٫۳ میلیون ین دارند یا حدود ۱۱۵۰۰ دلار، تأمین می‌کند بنابراین زوج‌ها را از کار کردن هر دو دلسرد می‌کند. شرکت‌های ژاپنی مزایای گسترده‌ای برای مردان دارند زیرا از آنها انتظار می‌رود که خانواده‌های خود را در خانه تأمین کنند. حقوق و مزایا شغلی نیز به شدت تحت تأثیر سابقه کار قرار دارد و پیشرفت در مشاغل عادی را برای زنان دارای خانواده دشوار می‌کند. علاوه بر این، خانواده‌های سه نسل، که شامل پدربزرگ، پدربزرگ، والدین و فرزندان می‌شود، هنوز در ژاپن بسیار رایج هستند. در این موارد انتظار می‌رود که حقوق و مزایای شوهر برای کل خانواده تأمین شود در حالی که زن در خانه می‌ماند و از سالمندان و فرزندان مراقبت می‌کند.
همچنین عدم توازن درآمدی بین جنسیت‌ها زنان و مردان وجود دارد. در سال ۲۰۰۵، ژاپن شکاف دستمزد جنسیتی ۳۲٫۸ درصدی داشت که در سال ۲۰۱۷ به ۲۵٫۷ درصد کاهش یافت. ژاپن سومین شکاف دستمزد را در سازمان همکاری و توسعه اقتصادیدارد. ساعات کار طولانی در کشور محیطی را ایجاد می‌کند که شکاف دستمزد را تقویت می‌کند، زیرا تفاوت نامتناسبی بین مدت زمانی که مردان و زنان صرف کار با حقوق و دستمزد می‌کنند وجود دارد. به‌طور متوسط، زنان روزانه ۵٫۵ ساعت را صرف کارهای خانه بدون مزد می‌کنند، در حالی که مردان تنها یک ساعت را صرف کار می‌کنند. مردان در ژاپن کارهای خانه را بسیار کم انجام می‌دهند و این بخشی از تقسیم کار جنسیتی است. اولویت دادن ژاپنی‌ها به ارشدیت به زنانی که می‌خواهند اولاً بچه دار شوند آسیب می‌زند، زیرا ترفیعات بعداً در زندگی اعطا می‌شود. تعداد زنان در مناصب سطوح بالا (مدیران، مدیران عامل، و سیاستمداران و مانند آن) نسبتاً کم است. زنان تنها ۳٫۴ درصد از کرسی‌های هیئت مدیره شرکت‌های ژاپنی را تشکیل می‌دهند. به گفته محققان، برای رفع موانع علیه زنان، دولت باید سیاست‌های بیشتری را برای زنان و خانواده‌دوستانه ارائه کند.
تفکیک بازار کار با شکاف دستمزد جنسیتی همراه است. پس از جنگ جهانی دوم، دولت عمداً تصمیماتی برای تقسیم کار بر اساس جنسیت گرفت. یافته‌ها نشان می‌دهد که محل‌های کار با اکثریت زنان ۵٫۱ درصد دستمزد کمتری نسبت به محل‌های کار اکثریت مرد دارند. این درصد فقط شامل کارگران تمام وقت می‌شود و کارگران زن پاره وقت را که ممکن است بچه‌ها را نیز تربیت کنند، در نظر نمی‌گیرد.
از نظر تاریخی، تسلط مردان بر جامعه به‌طور کلی عادی بود و بخشی از «فرهنگ ژاپنی» بود. در اصل، سیاستمداران عمدتاً مردان بودند و قدرت را در دست داشتند؛ بنابراین، درک مشخصی در محیط کار سیاسی وجود دارد، اما پس از اواخر دهه ۱۹۸۰، مردم به تدریج شروع به پذیرش اهمیت زنان مورد نیاز در بعد سیاسی کردند.
یک نظریه جایگزین، فرضیه تفاوت دستمزد جبرانی، بیان می‌کند که زنان به خودی خود مجبور به این مشاغل نیستند، بلکه در عوض آنها مشاغل خود را بر اساس بسته مزایایی که هر کدام ارائه می‌دهند انتخاب می‌کنند. از در دسترس بودن کار گرفته تا غرامت سلامت، زنان ممکن است دستمزد کمتری را برای داشتن مزایای شغلی خاص انتخاب کنند. مطالعه ای نشان می‌دهد که اگر شما در حال حاضر در محیطی کار می‌کنید که اکثریت زنان را شامل می‌شود، بین افزایش دستمزدها نیز ارتباط وجود دارد.

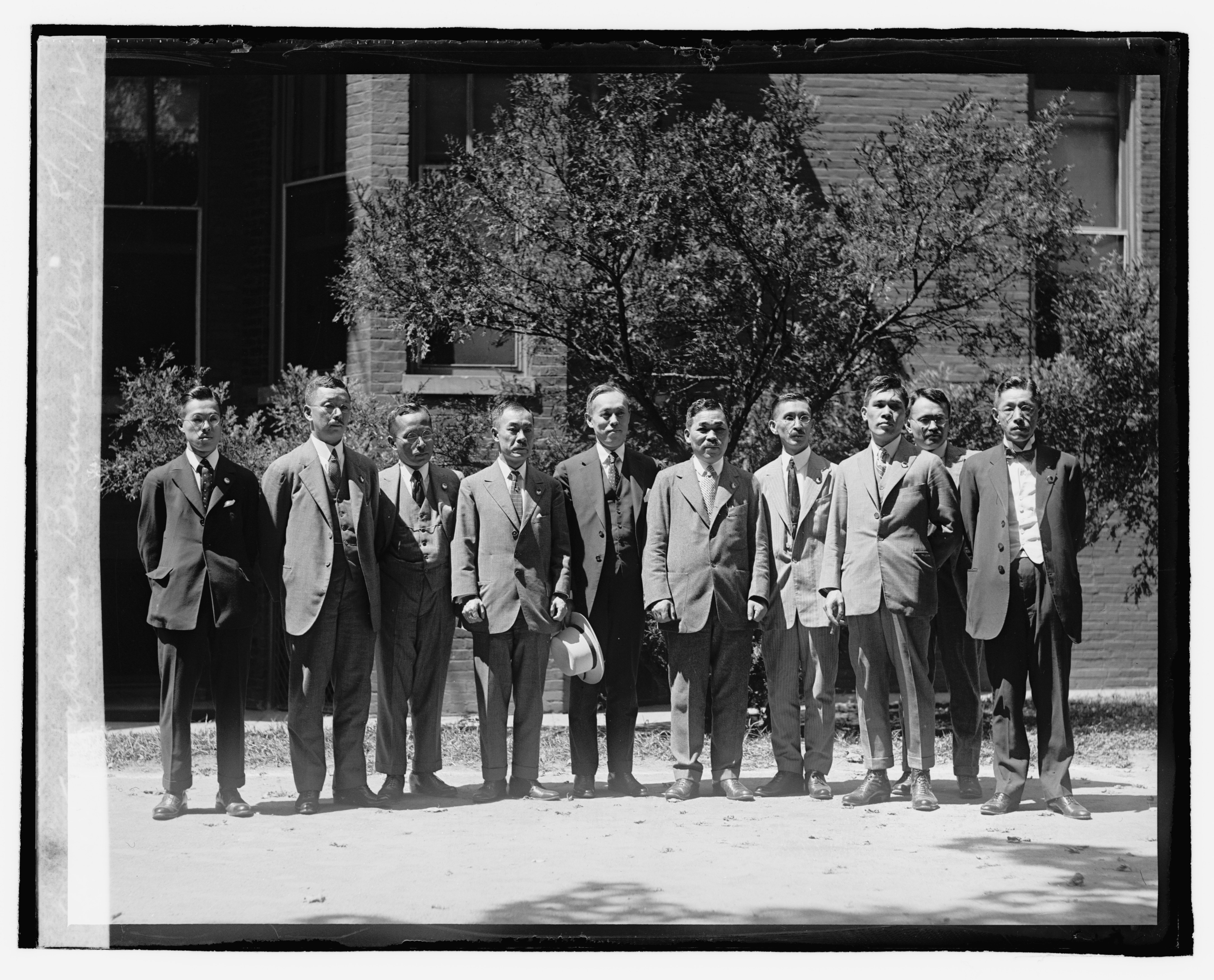
عکس قدیمی تجار ژاپنی که برای گرفتن عکس جمع شده بودند

یک نظریه رقیب از مری برینتون نشان می‌دهد که دولت بر اساس دستگاه‌هایی ساخته شده‌است که به زنان اجازه نمی‌دهد «شغل خوب» پیدا کنند. چهارمین نظریه کلیدی از هیگوچی کیکو می‌آید، که ادعا می‌کند برای تشویق تنوع جنسیتی در محیط کار به تغییراتی در سیاست‌های عمومی نیاز است. کیکو استدلال می‌کند که سیاست‌های موجود دولت، زنان را از کار کردن بازمی‌دارد. یکی از این قوانین که در دهه ۱۹۶۰ به اجرا گذاشته شد، سیاست هیتوزوکوری یا سیاست انسان سازی نام داشت که مسئولیت تولیدمثل نسل جدیدی را که قادر به موفقیت اقتصادی باشد بر عهده زنان می‌گذاشت.

## سایر موارد
در سال ۲۰۱۸، مشخص شد که چندین دانشکده پزشکی از جمله دانشگاه پزشکی توکیو، دانشگاه جونتندو و دانشگاه کیتاساتو، با استفاده از نمره قبولی متفاوت برای مردان و زنان، از متقاضیان مرد حمایت می‌کنند. در ژاپن، نسبت پزشکان زن نسبت به پزشکان مرد نسبتاً پایین است و تعداد کلی آنها تنها ۲۱٫۱ درصد است. این نشان می‌دهد که ژاپن شکاف جنسیتی بزرگی در زمینه پزشکی دارد و در میان تمام کشورهای گروه هفت عقب‌تر است.